# Université baptiste de Californie
L'université baptiste de Californie (anglais : California Baptist University) est une université privée chrétienne évangélique baptiste, située à Riverside (Californie) aux États-Unis. Elle est affiliée à la California Southern Baptist Convention (en) (Convention baptiste du Sud).

## Historique
L’école a été fondée en 1950 par la Los Angeles Southern Baptist Association sous le nom de California Baptist College à El Monte (Californie) . En 1953, l’école est devenue membre de la California Southern Baptist Convention (en). En 1955, elle a déménagé son campus à Riverside. En 1998, elle est devenue une université. 
Pour l'année 2021-2022, elle comptait 11,489 étudiants.

## Affiliations
Elle est affiliée à la California Southern Baptist Convention (en) (Convention baptiste du Sud) . Elle est membre du Conseil pour les collèges et universités chrétiens et de l'Association internationale des collèges et universités baptistes.

## Campus

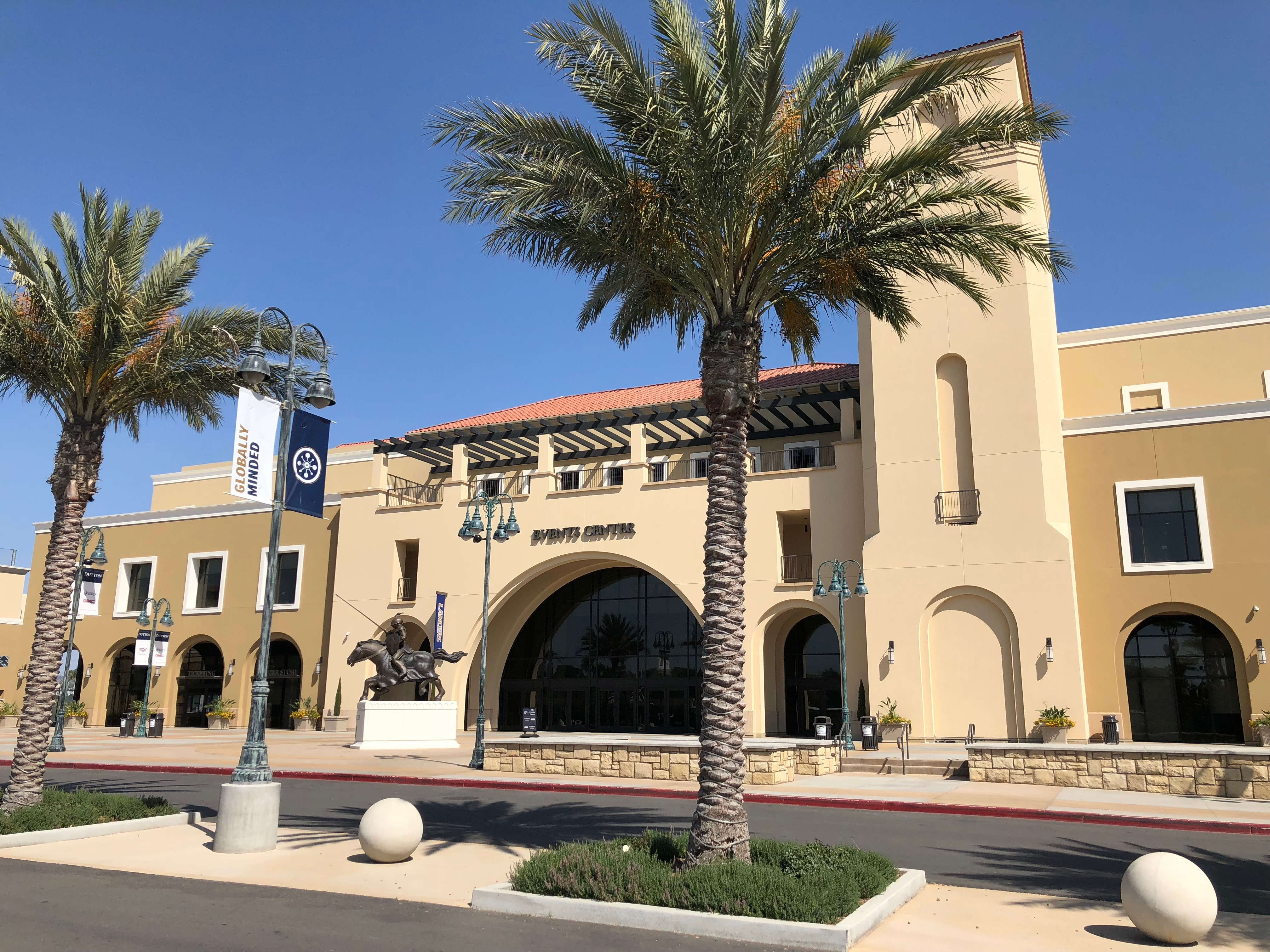
Events Center
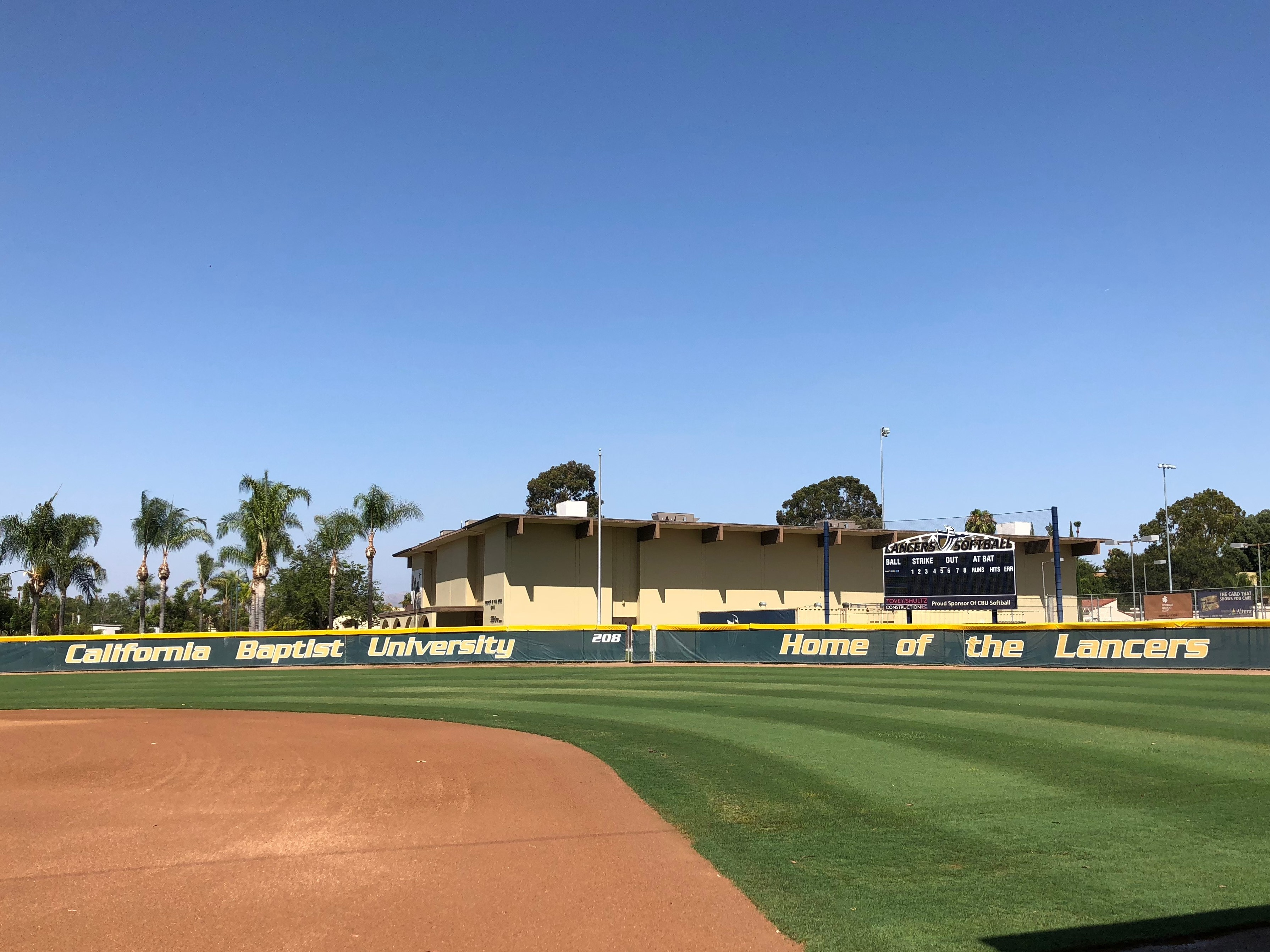
John C. Funk Stadium
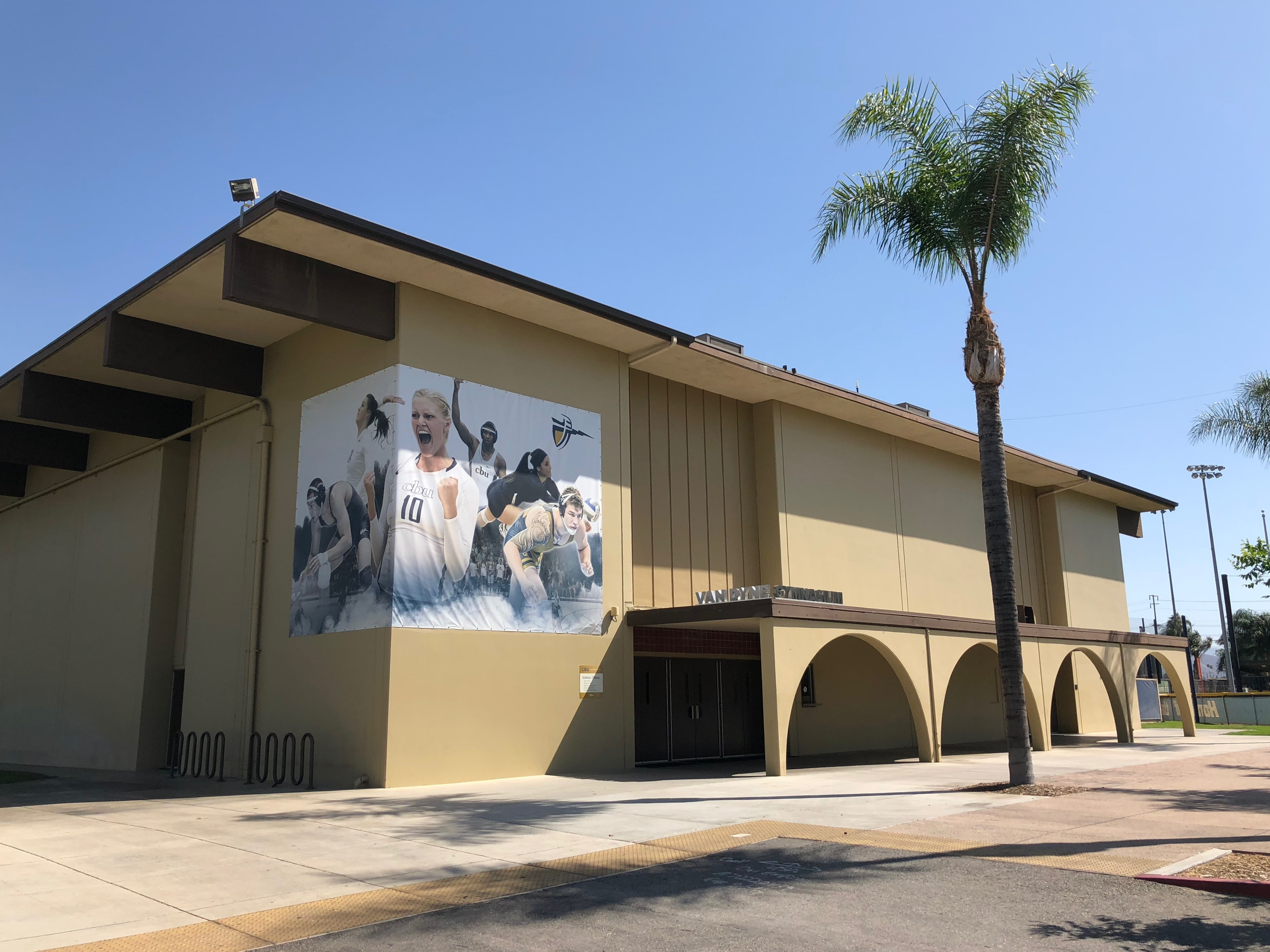
Van Dyne Gym